# 山區草美洲鱥
山區食草美洲鱥（学名：Algansea monticola）为輻鰭魚綱鯉形目雅羅魚科食草美洲鱥屬的其中一種，其种加词“monticola”意为“生长在山地的”。该物种于1968年由Clyde D. Barbour和Salvador Contreras-Balderas描述，分布于中美洲墨西哥Huaynamota、Juchipila和Bolaños河流域，棲息在中底層水域。